# Лобакинское сельское поселение
Лоба́кинское се́льское поселе́ние — сельское поселение в Суровикинском районе Волгоградской области. 
Административный центр — хутор Лобакин.

## Гидрография
Река Добрая.

## История
Лобакинское сельское поселение образовано 21 декабря 2004 года в соответствии с Законом Волгоградской области № 971-ОД.

## Население
| 2010  | 2012  | 2013  | 2014  | 2015  | 2016  | 2017  |
| ----- | ----- | ----- | ----- | ----- | ----- | ----- |
| 1454  | ↘1439 | ↘1437 | ↘1414 | ↘1410 | ↘1387 | ↘1374 |
| 2018  | 2019  | 2020  | 2021  |       |       |       |
| ↗1377 | ↘1376 | ↘1365 | ↘1346 |       |       |       |

## Состав сельского поселения
| № | Населённый пункт | Тип населённого пункта        | Население |
| - | ---------------- | ----------------------------- | --------- |
| 1 | Киселев          | хутор                         | 258       |
| 2 | Лобакин          | хутор, административный центр | 1022      |
| 3 | Попов 2-й        | хутор                         | 174       |